# Apple Cinema Display
Het Apple Cinema Display is een serie flatscreens die ontworpen, gefabriceerd en verkocht werd door Apple Inc. van september 1999 tot juli 2011. Het werd aanvankelijk naast de oudere Apple Studio Display-serie verkocht maar werd er uiteindelijk de vervanger van. Het Apple Cinema Display werd in 2011 opgevolgd door het Apple Thunderbolt Display.
Er zijn drie generaties geproduceerd: de eerste generatie was uitgevoerd in doorschijnend plastic die paste bij de kleurrijke Power Mac G3 en Power Mac G4. De tweede generatie had een aluminium behuizing in de stijl van de Power Mac G5 en de PowerBook G4. De aluminium behuizing van de derde generatie paste bij de unibody laptops uit 2008 en had een glanzend scherm.

## Modellen

### Cinema Display

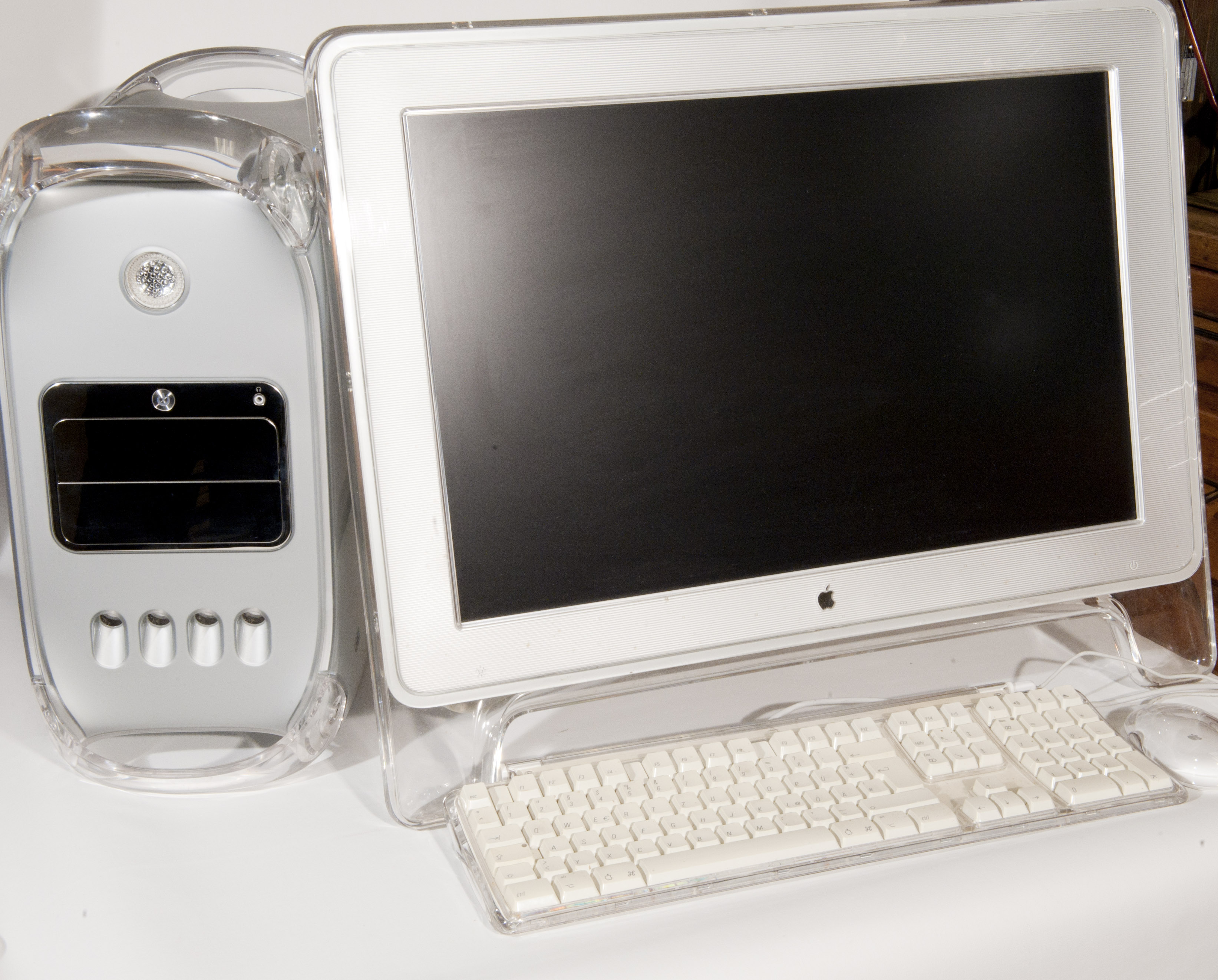
Power Mac G4 met een Cinema Display

Het eerste model was het 22 inch (56 cm) Apple Cinema Display met een resolutie van 1600x1024 pixels, dat in september 1999 geïntroduceerd werd naast de Power Mac G4. Dit scherm is voorzien van een DVI-connector en heeft een plastic behuizing met een standaard die doet denken aan een schildersezel.
Het 22 inch-model kreeg in juli 2000 een upgrade met de Apple Display Connector (ADC), die DVI-, USB- en 28V-stroom combineert via één enkele connector. Er was geen externe voeding nodig als het scherm werd aangesloten op een computer met een ADC-poort.
In januari 2003 werd het 22 inch-model vervangen door een 20 inch (51 cm) Cinema Display met een resolutie van 1680x1050 pixels en een helderheid van 230 cd/m², dat ook een ADC-connector gebruikte.
Het 20 inch-model kreeg in juni 2004 een nieuwe behuizing om te passen bij het aluminium ontwerp van het nieuwe Cinema HD Display. Het behield de resolutie van 1680x1050 pixels van het vorige model, maar de helderheid nam toe tot 250 cd/m². Apple bleef dit beeldscherm in ongewijzigde vorm verkopen tot oktober 2008.
| Schermgrootte | Beeldverhouding | Resolutie | Behuizing             | Connector | Jaartal           |
| ------------- | --------------- | --------- | --------------------- | --------- | ----------------- |
| 22 inch       | 16:10           | 1600x1024 | doorschijnend plastic | DVI-D     | 09/1999 - 07/2000 |
| 22 inch       | 16:10           | 1600x1024 | doorschijnend plastic | ADC       | 07/2000 - 01/2003 |
| 20 inch       | 16:10           | 1680x1050 | doorschijnend plastic | ADC       | 01/2003 - 06/2004 |
| 20 inch       | 16:10           | 1680x1050 | aluminium             | DVI-D     | 06/2004 - 10/2008 |

### Cinema HD Display

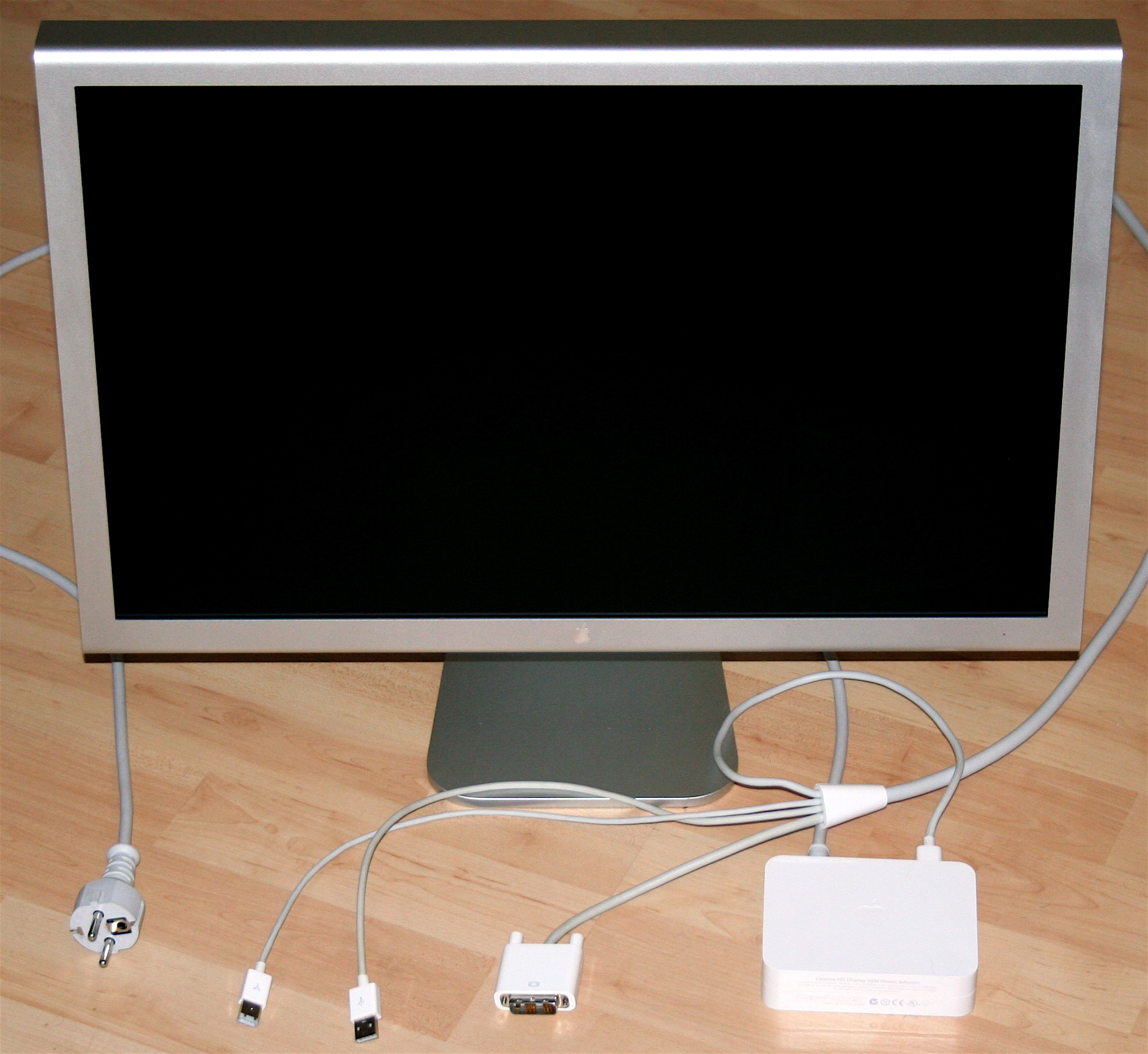
Een 23 inch Cinema HD Display

Het 23 inch (58,5 cm) Cinema HD Display werd geïntroduceerd in maart 2002 en ondersteunde een Full HD (1080p) weergave op een scherm van 1920x1200 pixels.
In juni 2004 bracht Apple de tweede generatie Cinema Displays op de markt. Deze kregen de naam Cinema HD Display en hadden een aluminium behuizing die paste bij de professionele Power Mac G5- en PowerBook G4-reeksen. Naast het 23 inch-model was er voortaan ook een 30 inch (76 cm) Cinema HD Display. Voor deze schermen was er naast de standaard ook een muurbeugel beschikbaar die afzonderlijk verkocht werd. In 2006 voegde Apple in alle stilte upgrades toe met betrekking tot de helderheid en het contrast.
Vanwege de hoge resolutie van 2560×1600 pixels heeft het 30 inch-model een grafische kaart nodig die dual-link DVI ondersteunt. Toen de monitor werd uitgebracht waren er geen Macintosh-modellen met een dual-link DVI-poort. Met een Power Mac G5 met de nieuwe Nvidia GeForce 6800 Ultra DDL grafische kaart was het mogelijk om het scherm op volledige resolutie te laten werken. Bij een computer met een single-link DVI-poort werkt het 30 inch-scherm alleen op 1280×800 pixels, zelfs als de computer een hogere resolutie ondersteunt.
| Schermgrootte | Beeldverhouding | Resolutie | Behuizing             | Connector       | Jaartal           |
| ------------- | --------------- | --------- | --------------------- | --------------- | ----------------- |
| 23 inch       | 16:10           | 1920x1200 | doorschijnend plastic | ADC             | 03/2002 - 06/2004 |
| 23 inch       | 16:10           | 1920x1200 | aluminium             | DVI-D           | 06/2004 - 10/2008 |
| 30 inch       | 16:10           | 2560×1600 | aluminium             | dual-link DVI-D | 06/2004 - 07/2010 |

### LED Cinema Display

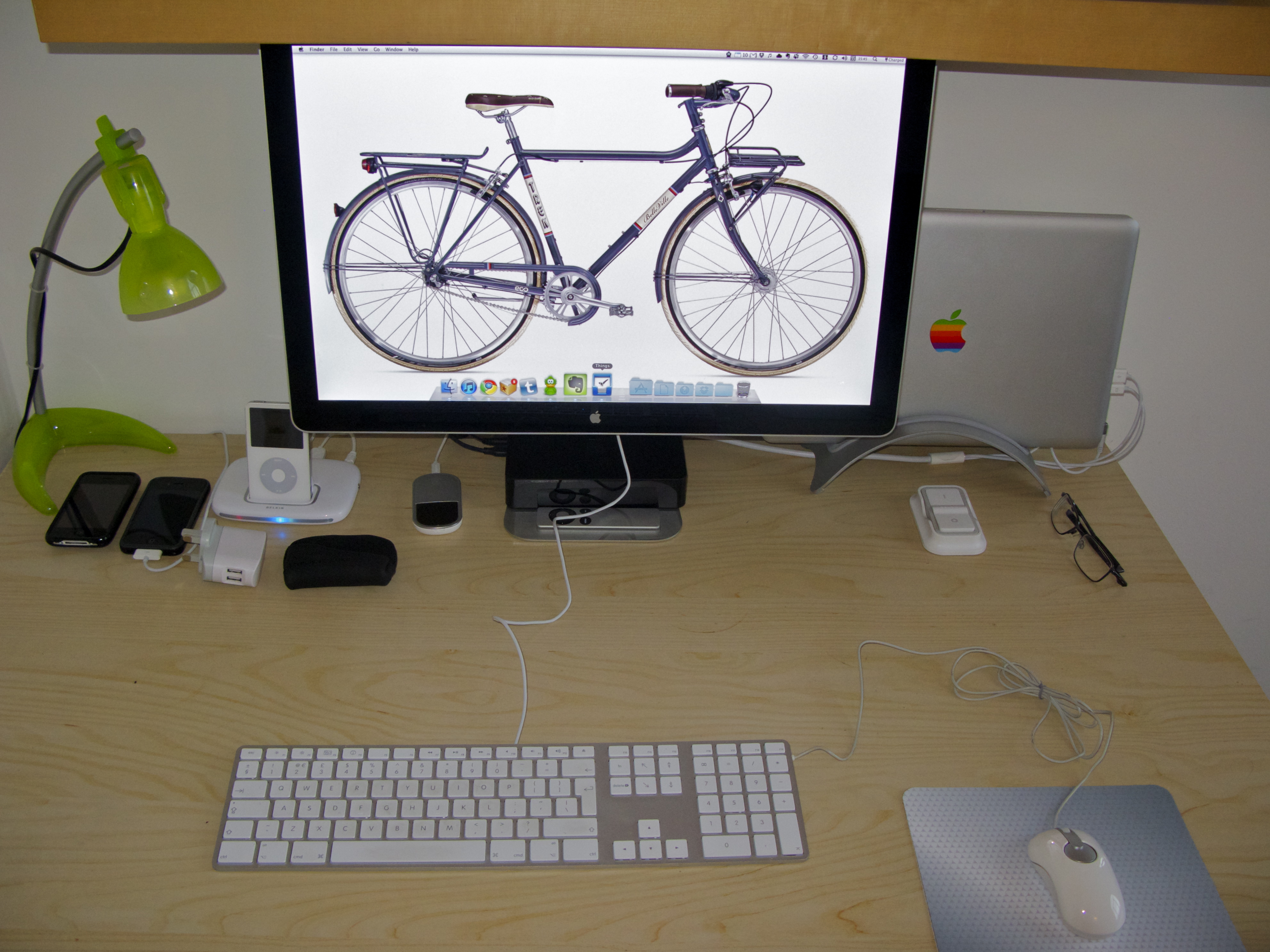
Een 24 inch LED Cinema Display

In oktober 2008 werd de derde generatie Cinema Displays geïntroduceerd met het 24 inch (61 cm) LED Cinema Display ter vervanging van de 20 en 23 inch-modellen waarvan de productie gestopt werd. De behuizing van het 24 inch-model bestaat uit aluminium en glas, passend bij de toenmalige iMac, unibody MacBook Pro en unibody MacBook. Het scherm heeft een ingebouwde iSight camera, microfoon en luidsprekers. Een MagSafe-kabel aan de achterkant van het scherm biedt 85 W laadvermogen voor MacBooks. Het is het eerste Cinema Display met LED-achtergrondverlichting en een Mini DisplayPort voor video-invoer.
Met de introductie van LED-technologie bood Apple geen geen matte, antireflecterende schermen meer aan, met uitzondering van het 30 inch Cinema HD Display. Dit kon op weinig begrip rekenen bij professionele gebruikers, zoals grafische ontwerpers en fotografen, die matte schermen wilden voor hun werkgebied.
Het LED Cinema Display kan alleen gebruikt worden met Macs die over een Mini DisplayPort-poort beschikken. Om het scherm op andere Macs of pc's aan te sluiten moet een adapter gebruikt worden.
In juli 2010 werden het 24 inch LED Cinema Display en het 30 inch Cinema HD Display vervangen door een 27 inch (68,5 cm) LED Cinema Display met een resolutie van 2560×1440 pixels.
| Schermgrootte | Beeldverhouding | Resolutie | Behuizing         | Connector                                  | Jaartal           |
| ------------- | --------------- | --------- | ----------------- | ------------------------------------------ | ----------------- |
| 24 inch       | 16:10           | 1920x1200 | aluminium en glas | kabel met Mini DisplayPort, MagSafe en USB | 10/2008 - 06/2010 |
| 27 inch       | 16:9            | 2560×1440 | aluminium en glas | kabel met Mini DisplayPort, MagSafe en USB | 06/2010 - 07/2011 |